# Renard R-42
De Renard R-42 was een gepland jachtvliegtuig van de Belgische vliegtuigconstructeur Renard.

## Geschiedenis
De Renard R-42 was een verdere ontwikkeling op de eerder voorgestelde Renard R-40, een jager met drukcabine uit 1938. Opvallend was de tweerompige configuratie (vergelijkbaar met de Twin Mustang en de Messerschmitt 109 Z). Net als de R-40 beschikte dit vliegtuig over een schietstoel, maar ondanks alle beloftevolle (theoretische) specificaties toonde de Belgische luchtmachtleiding geen interesse en er werd nooit een prototype gebouwd. Toen de Duitsers in 1940 België binnenvielen, heeft Renard tevergeefs getracht de plannen samen met de al bestaande prototypes van de Renard R-38 in veiligheid te brengen via Frankrijk.

## Gegevens
- Lengte: 8.95 m
- Spanwijdte: 14 m
- Massa: 4 ton
- Topsnelheid: 650 km/u
- constructie: aluminium/stalen geraamte houten bekleding

## Bron
- rareaircraf1.greyfalcon.us - pagina BELGIUM
- (ru) Model, met modeltekening en specificaties